# L'Isle-Bouzon
L'Isle-Bouzon è un comune francese di 244 abitanti situato nel dipartimento del Gers nella regione dell'Occitania.

## Società

### Evoluzione demografica
Abitanti censiti